# Joe Torre
Joseph Paul 'Joe' Torre (Brooklyn, New York, 18 juli 1940) is een voormalige Amerikaanse honkballer en de huidige coach van het Amerikaans honkbalteam. Zijn bijnaam is "The Godfather".

## Carrière als speler
| Jaren     | Land                      | Club                |
| --------- | ------------------------- | ------------------- |
| 1960-1965 | Vlag van Verenigde Staten | Milwaukee Braves    |
| 1966-1968 | Vlag van Verenigde Staten | Atlanta Braves      |
| 1970-1974 | Vlag van Verenigde Staten | St. Louis Cardinals |
| 1975-1977 | Vlag van Verenigde Staten | New York Mets       |

## Carrière als coach
| Jaren     | Land                      | Club                |
| --------- | ------------------------- | ------------------- |
| 1977-1981 | Vlag van Verenigde Staten | New York Mets       |
| 1982-1984 | Vlag van Verenigde Staten | Atlanta Braves      |
| 1990-1995 | Vlag van Verenigde Staten | St. Louis Cardinals |
| 1996-2007 | Vlag van Verenigde Staten | New York Yankees    |
| 2008-2010 | Vlag van Verenigde Staten | Los Angeles Dodgers |